# 田中丸家御一同様
『田中丸家御一同様』（たなかまるけごいちどうさま）は、日本テレビ系列の「金曜劇場」（毎週金曜日21:00 - 21:54）の枠で、1982年（昭和57年）2月5日から同年5月21日まで放送されていたテレビドラマ。全16話。

## 概要
5人の娘は順に結婚適齢期を迎えようとし、長女の節子だけは既に結婚。2度離婚した後、独り身である女主人・せつは「エル美容院」を経営する一方で、そんな5人の娘を女手一つで育てて来た。しかしせつは、5人の娘がみんな結婚したら、自分は独りきりになってしまうのでは…と悩むようになる。そんなせつを中心にした人間模様を笑いと涙を交えながら描いた。 

## 出演
- 田中丸せつ：森光子
61歳、田中丸家の主人で、美容院経営。酒と麻雀が好き。女手一つで娘5人を育てて来たが、模範的な母親とは言えないとも言われている。
- 東田節子：沢田亜矢子
長女（旧姓：田中丸）、33歳。公介と結婚したばかり。姉妹の中ではせつが一番頼りにしていた存在。
- 田中丸夕子：坂口良子
次女、26歳。以前は伸平が記者を務めるタウン誌を手伝っていたが、節子が結婚して家を出たために、家に戻って美容院を手伝っている。せつと対立することが多い。
- 田中丸ふさ：秋野暢子
三女、24歳。節子の結婚後は、せつが最も頼りにする存在。しかしロマンチストで惚れっぽいところがあり、今一つ頼りない所がある。
- 田中丸志野：中井貴恵
四女、21歳。大学を中退してテレビレポーターをしている。学生時代は剣道部。友人たちと飲み騒ぎする方が好きという所がある。
- 田中丸輪子：石原真理子
五女、18歳。高校3年生で受験生。五人姉妹の中で一番おとなしいことを、せつは気にかけている。
- 小宮山伸平：柄本明
29歳。タウン誌の記者。性格は特に憎まれるところは無いが、ゴシップ記事も書くことから田中丸家の姉妹たちに時々冷たく見られることがある。節子に惚れていたが、結婚したことに消沈している。
- 杉原正夫：深水三章
34歳。立ち食いそば店を経営。独身だが子供が居り、夕子が思いを寄せている。元ヤクザ。
- 杉原健一（正夫の息子）：上枝俊介
- 栗本高夫：江本孟紀
35歳。せつ・伸平・正夫らが溜り場とする居酒屋の主人。結婚を急ぐ気が特にない独身。
- 東田公介：池部良
54歳、節子の夫。気象解説者で、テレビの天気予報にも出演。毎日1回は必ずと言っていいほどとちっている。田中丸家からは「お天気おじさん」と呼ばれている。
- 西村英太郎：藤村俊二
45歳。せつの茶飲み友達で、田中丸家の美容院の隣のおしゃれの店「にしむら」を経営。田中丸家の後見人を自任。
- ヘンリー水田：近藤正臣
「ロイヤル・ヘア」から、せつの美容院へ派遣されてきた美容指導員。しかし彼が住み込みを希望し、田中丸家は騒ぎになる。
- 古川圭太：柳生博
- 梨本謙次郎

（出典：）

## スタッフ
- プロデューサー：藤原千晶
- 脚本：金子成人（第11話を除く全話）、布勢博一（第11話）
- 演出：石橋冠（第1、2、4、6、15、16各話）、吉野洋（第3、5、7、8、10、11、12各話）、雨宮望（第9、13、14各話）
- 音楽：坂田晃一
- 制作：日本テレビ

## 主題歌・挿入歌
主題歌
- 「まるで少年のように」（歌：坂口良子）
  - 作詞：松本隆／作曲・編曲：坂田晃一

挿入歌
- 「野良猫」（歌：坂口良子）
  - 作詞：松本隆／作曲・編曲：坂田晃一

## 放送日程と視聴率
| 話数                                                           | 放送日        | 視聴率 |
| -------------------------------------------------------------- | ------------- | ------ |
| 1                                                              | 1982年2月5日  | 23.2%  |
| 2                                                              | 1982年2月12日 | 13.5%  |
| 3                                                              | 1982年2月19日 | 15.4%  |
| 4                                                              | 1982年2月26日 | 18.7%  |
| 5                                                              | 1982年3月5日  | 15.7%  |
| 6                                                              | 1982年3月12日 | 17.9%  |
| 7                                                              | 1982年3月19日 | 15.7%  |
| 8                                                              | 1982年3月26日 | 18.0%  |
| 9                                                              | 1982年4月2日  | 10.9%  |
| 10                                                             | 1982年4月9日  | 16.7%  |
| 11                                                             | 1982年4月16日 | 14.9%  |
| 12                                                             | 1982年4月23日 | 11.4%  |
| 13                                                             | 1982年4月30日 | 12.7%  |
| 14                                                             | 1982年5月7日  | 14.2%  |
| 15                                                             | 1982年5月14日 | 12.6%  |
| 16                                                             | 1982年5月21日 | 11.9%  |
| 平均視聴率 15.2%（視聴率はビデオリサーチ調べ、関東地区・世帯） |               |        |